# ستيف سميث (منافس ألعاب قوى)
ستيف سميث (بالإنجليزية: Steve Smith)‏ هو منافس ألعاب قوى أمريكي، ولد في 11 يناير 1971.

## وصلات خارجية
- ستيف سميث على موقع الاتحاد الدولي لألعاب القوى (الإنجليزية)